# Alina Borioli
Alina Borioli, née le 23 novembre 1887 à Quinto ou à Ambrì Sopra et morte le 14 juillet 1965 dans la même commune, est un écrivain et poète suisse de langue italienne.
Elle est surtout connue pour un poème en dialecte tessinois, Ava Giuana.

## Biographie

### Origines et famille
Alina Borioli naît le 23 novembre 1887 à Quinto ou Ambrì Sopra, dans le canton du Tessin. Elle est originaire de Cureggia, dans le même canton.
Son père se prénomme Davide ; sa mère est née Maria Togni.
Elle reste célibataire toute sa vie.

### Études et parcours professionnel
Alina Borioli est institutrice à Lavorgo (Chiggiogna) pendant un an en 1906 et à Russo pendant sept ans, de 1907 à 1914,.
Elle s'inscrit ensuite à l'Institut Rousseau de Genève, où elle fait des études de pédagogie de 1914 à 1915.

### Parcours littéraire
Devenue aveugle, elle se consacre essentiellement à l'écriture, recueillant contes, légendes, histoires du passé et proverbes, et s'intéressant aux traditions populaires de la Léventine. Elle commence à se consacrer à la poésie dialectale à partir des années 1930.
Elle est surtout connue pour un poème en dialecte tessinois, Ava Giuana (dans Vos det la faura, 1964), avec lequel elle remporte le troisième prix d'un concours littéraire organisé par la revue tessinoise Il Cantonetto  : à travers le personnage d'une vieille femme profondément attachée sa terre, elle évoque sur un mode onirique les tragédies de la montagne et les malheurs d'un monde archaïque ne laissant derrière lui que le vide et la solitude.
Elle écrit régulièrement de 1955 à 1963 dans l'hebdomadaire Coopération, sous le pseudonyme d'Abete.

### Mort
Elle meurt le 14 juillet 1965 à Quinto, dans le canton du Tessin, à l'âge de 77 ans.

## Publications
- (it) La vecchia Leventina, Bellinzone, Edizione La Scuola, Tip. Leins & Vescovi, 1926, 83 p.
- (it) Vos det la faura : Poesie in dialetto di Ambrì, Lugano, Ed. del Cantonetto, 1964, 62 p.